# Carlotta Lo Greco
Carlotta Lo Greco (Padova, 30 agosto 1978) è un'attrice italiana.

## Biografia
Carlotta Lo Greco nasce a Padova nel 1978. Si è diplomata al liceo classico e laureata in Pubblicità e Comunicazione.
Attrice di teatro, cinema e televisione, è nota al grande pubblico per aver lavorato in tutte le tre soap opera di produzione italiana. Nella serie CentoVetrine, dopo aver recitato come personaggio ricorrente nel 2001 ruolo di Elda Ponti, nel 2008 è tornata nel ruolo di Bianca De Gregorio, che ha interpretato fino al marzo 2009. Nella serie Vivere, invece, nel 2007 ha interpretato il ruolo di Cecilia Bracci. La terza soap in cui ha lavorato è Un posto al sole, nel ruolo di Elisa Secoli. 
Ha recitato anche in due pellicole cinematografiche: Dichiarazioni d'amore (1994) di Pupi Avati, e Jack Frusciante è uscito dal gruppo (1996) di Enza Negroni. Ha inoltre partecipato a Un Natale per due (2011) di Giambattista Avellino, pellicola di genere natalizio non destinata alle sale cinematografiche, la prima realizzata appositamente per la diffusione sui canali televisivi di Sky Italia.
Ha vissuto in Francia dove, oltre a studiare recitazione, ha fatto spettacoli teatrali.
Il 13 luglio 2012 si è sposata con l'attore Luca Capuano; la coppia ha due figli.

## Filmografia

### Cinema
- Dichiarazioni d'amore, regia di Pupi Avati (1994)
- Jack Frusciante è uscito dal gruppo, regia di Enza Negroni (1996)
- Un Natale per due, regia di Giambattista Avellino (2011)

### Televisione
- Un posto al sole, registi vari - Soap opera - Rai 3 (1997/1998, 2001/2002)
- CentoVetrine, registi vari - Soap opera - Canale 5 (2001, 2008-2009)
- Cinecittà, regia di Alberto Manni - Serie TV - Rai 2 (2003)
- Vivere, registi vari - Soap opera - Canale 5 (2007)
- R.I.S. Roma - Delitti imperfetti, regia di Fabio Tagliavia - Serie TV - Canale 5, episodi 1x05, 1x06 e 1x07 (2010)
- Che Dio ci aiuti, regia di Francesco Vicario - Rai 1 (2011)
- L'allieva 2, regia di Fabrizio Costa - Rai 1 (2018)

## Spot  pubblicitari
- Meetic, regia di Gabriele Muccino (2008)
- Quattro salti in padella Findus, regia di Gabriele Muccino